# Classification phylogénétique du vivant

Classification phylogénétique du vivant est un ouvrage de Guillaume Lecointre et Hervé Le Guyader, illustré par Dominique Visset, publié en 2001 aux éditions Belin avec le concours du Centre national du livre. C'est un livre qui, avant tout, fait le point sur les récents progrès en matière de systématique des êtres vivants, et en propose donc une classification phylogénétique. Dans toutes les éditions, l'introduction de l'ouvrage est destinée à développer le concept de phylogénie et les méthodes utilisées pour la réalisation des arbres phylogénétiques.

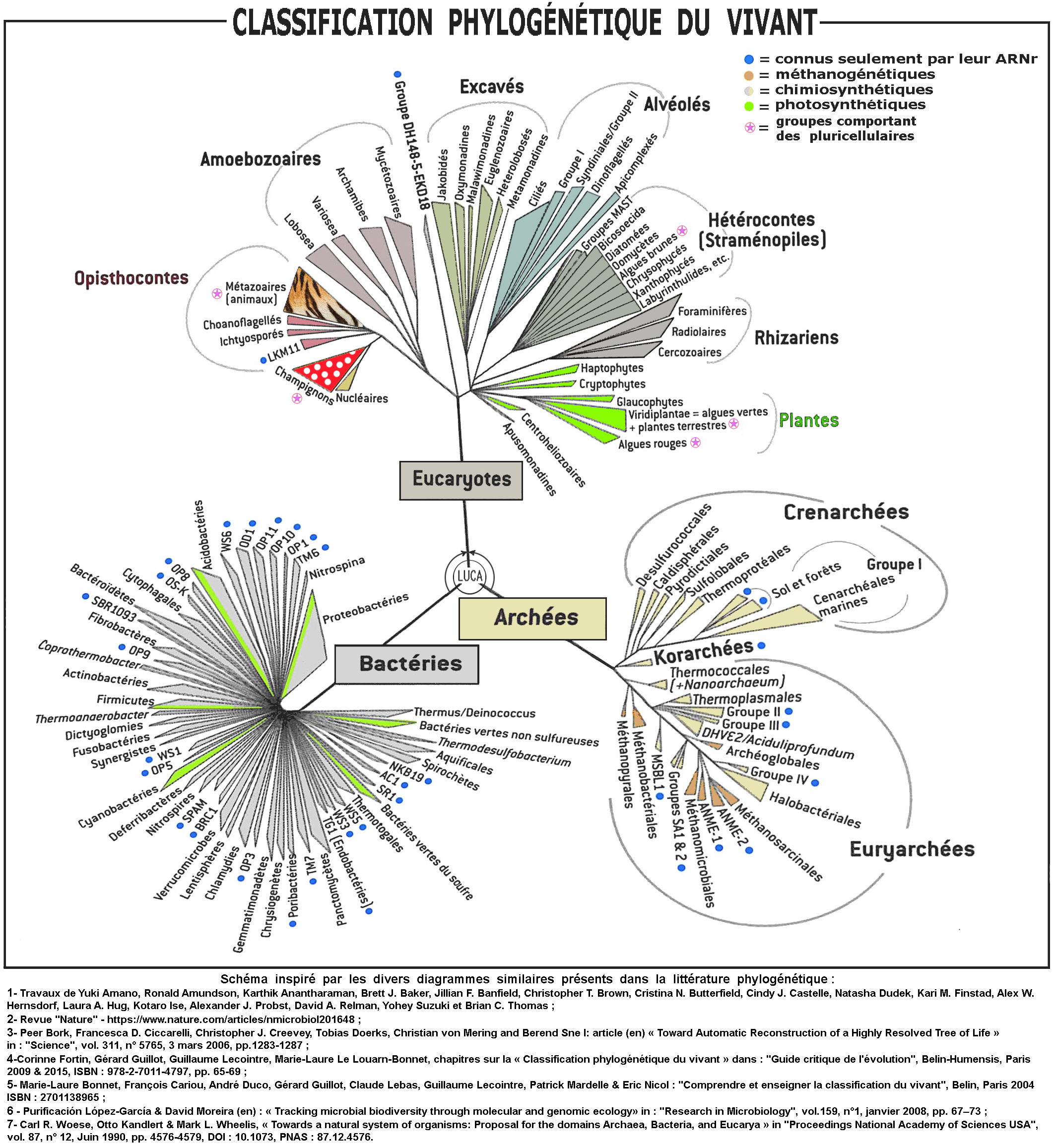
Évolution phylogénique des trois grands domaines du « buisson » de l'histoire évolutive du vivant selon la classification phylogénétique : les archées et bactéries (procaryotes) et les eucaryotes. Schéma inspiré du livre.

La première édition fut publiée en 2001 et la deuxième en 2002. La troisième édition, parue en 2006, fut la première à voir paraître pour elle un second tome, publié lui en 2013. Ce deuxième tome de la troisième édition était consacré à un grand groupe de végétaux, les plantes à fleurs (ou angiospermes), et à cinq grands groupes d'animaux, à savoir les cnidaires, les hexapodes (insectes, collemboles, etc.), les squamates (lézards et serpents), les oiseaux et les poissons téléostéens.
La quatrième édition revue et augmentée a été publiée en 2016 pour le tome 1 et en 2017 pour le tome 2. Ces deux tomes comprennent un résumé de la classification générale du vivant, mais ce qui les distingue l'un de l'autre est que le premier tome consacre la plupart de ses chapitres à la classification des plantes terrestres alors que le deuxième tome met en exergue la classification des métazoaires (les animaux).
La quatrième édition apporte aussi la vision que la communauté scientifique a, en 2016 et en 2017, de l’ensemble du vivant en donnant notamment de l'importance aux micro-organismes et aux débats qu’ils suscitent depuis l’avènement de l’ère génomique.

## Historique éditorial de l'ouvrage
- Avril 2001 : Classification phylogénétique du vivant, première édition, Belin  (ISBN 270112137X)
- Mars 2002 : Classification phylogénétique du vivant, deuxième édition, Belin  (ISBN 2-7011-2137-X)
- Mars 2006 : Classification phylogénétique du vivant, troisième édition, revue et augmentée (tome 1), Belin  (ISBN 2701142733)
- Avril 2013 : Classification phylogénétique du vivant, troisième édition, revue et augmentée (tome 2), Belin  (ISBN 978-2-7011-3456-7)
- Février 2014 : Classification phylogénétique du vivant, réédition de la troisième édition, revue et augmentée (tome 1), Belin  (ISBN 978-2-7011-4273-9)
- Octobre 2016 : Classification phylogénétique du vivant, quatrième édition, revue et augmentée (tome 1), Belin  (ISBN 978-2-7011-8294-0)
- Mai 2017 : Classification phylogénétique du vivant, quatrième édition, revue et augmentée (tome 2), Belin  (ISBN 978-2-410-00385-7)

## L'arbre de laClassification phylogénétique du vivant
L'arbre présenté ici correspond à la mise ensemble des arbres se trouvant dans la troisième édition (2006) du livre, lesquels ne comportent pas les groupes éteints. (On peut consulter l'arbre qui avait été proposé dans la première édition de l'ouvrage en suivant ce lien.) Les différentes branches ont été laissées dans l'ordre où elles apparaissent dans les différents arbres publiés dans ce livre (sauf quelques exceptions, par souci graphique), et les noms des taxons orthographiés de même.
Certains des noms utilisés font débat, ils ne sont utilisés que par nos auteurs et n'ont pas été reçus par la communauté scientifique. Voir le paragraphe Débat dans la suite de l'article.
L'arbre se réfère utilement à l’article intitulé « Arbre phylogénétique », mais il est, comme tous les arbres phylogénétiques, sujet à évolution ou à modifications. On trouvera un autre arbre phylogénétique du vivant, beaucoup plus développé que celui des deux auteurs de l'ouvrage (et présentant des choix parfois différents, souvent plus récents), portant les noms latins des taxons, et en mise à jour permanente, dans une série d'articles qui s'ouvre à l’article « Le vivant (classification phylogénétique) ».
```
─o le vivant
 │
 ├─o 
Eubactéries

 │ ├─o 
Protéobactéries

 │ │ ├─o 
Protéobactéries ε

 │ │ └─o
 │ │   ├─o 
Protéobactéries δ

 │ │   └─o
 │ │     ├─o 
Protéobactéries α

 │ │     └─o
 │ │       ├─o 
Protéobactéries β

 │ │       └─o 
Protéobactéries γ

 │ ├─o
 │ │ ├─o 
Firmicutes

 │ │ │ ├─o Groupe 
Bacillus
 / 
Clostridium

 │ │ │ └─o 
Actinobactéries

 │ │ └─o
 │ │   ├─o 
Cyanobactéries

 │ │   └─o Groupe 
Thermus
 / 
Deinococcus

 │ ├─o
 │ │ ├─o 
Bactéries vertes sulfureuses

 │ │ └─o
 │ │   ├─o 
Flavobactéries
 (
Cytophagales
)
 │ │   └─o 
Bactéroïdes

 │ ├─o
 │ │ ├─o 
Spirochètes

 │ │ └─o 
Chlamydiales

 │ ├─o 
Planctomycétales

 │ ├─o 
Bactéries vertes non sulfureuses

 │ ├─o 
Aquificales

 │ └─o 
Thermotogales

 │
 ├─o 
Archées

 │ ├─o 
Crénarchées

 │ │ ├─o 
Thermoprotéales

 │ │ └─o
 │ │   ├─o 
Desulfurococcales

 │ │   └─o 
Sulfolobales

 │ └─o 
Euryarchées

 │   ├─o 
Thermococcales

 │   └─o 
 │     ├─o 
Méthanopyrales

 │     └─o
 │       ├─o 
Methanobacteriales

 │       └─o
 │         ├─o 
Méthanococcales

 │         └─o
 │           ├─o 
Thermoplasmales

 │           ├─o 
Archaeoglobales

 │           ├─o 
Halobactériales

 │           └─o
 │             ├─o 
Méthanomicrobiales

 │             └─o 
Méthanosarcinales

 │
 └─o 
Eucaryotes

   │
   ├─o 
Bicontes

   │ │
   │ ├─o 
Lignée verte

   │ │ ├─o 
Glaucophytes

   │ │ └─o 
Métabiontes

   │ │   ├─o 
Rhodobiontes

   │ │   └─o 
Chlorobiontes

   │ │     ├─o 
Ulvophytes

   │ │     ├─o 
Prasinophytes

   │ │     └─o 
Streptophytes

   │ │       ├─? 
Chlorokybophytes

   │ │       ├─o 
Klebsormidiophytes

   │ │       └─o 
Phragmoplastophytes

   │ │         ├─o 
Zygnématophytes

   │ │         └─o 
Plasmodesmophytes

   │ │           ├─? 
Chaetosphaeridiophytes

   │ │           ├─o 
Charophytes

   │ │           └─o 
Parenchymophytes

   │ │             ├─o 
Coléochaetophytes

   │ │             └─o 
Embryophytes

   │ │               ├─o 
Marchantiophytes

   │ │               └─o 
Stomatophytes

   │ │                 ├─o 
Anthocérophytes

   │ │                 └─o 
Hémitrachéophytes

   │ │                   ├─o 
Bryophytes

   │ │                   └─o 
Polysporangiophytes

   │ │                     ├─o 
Lycophytes

   │ │                     └─o 
Euphyllophytes

   │ │                       ├─o 
Moniliformopses

   │ │                       │ ├─o 
Sphénophytes

   │ │                       │ └─o 
Filicophytes

   │ │                       └─o 
Spermatophytes

   │ │                         ├─o 
Ginkgophytes

   │ │                         ├─o 
Pinophytes

   │ │                         ├─o 
Cycadophytes

   │ │                         ├─o 
Gnétophytes

   │ │                         └─o 
Angiospermes

   │ │                           ├─o 
Amborellales

   │ │                           └─o
   │ │                             ├─o 
Nymphaeales

   │ │                             └─o
   │ │                               ├─o 
Austrobaileyales

   │ │                               └─o 
Euangiospermes

   │ │                                 ├─o 
Chloranthales

   │ │                                 ├─o 
Cératophyllales

   │ │                                 ├─o 
Magnoliidées

   │ │                                 │ ├─o
   │ │                                 │ │ ├─o 
Magnoliales

   │ │                                 │ │ └─o 
Laurales

   │ │                                 │ └─o
   │ │                                 │   ├─o 
Canellales

   │ │                                 │   └─o 
Piperales

   │ │                                 ├─o 
Monocotylédones

   │ │                                 │ ├─o 
Acorales

   │ │                                 │ └─o
   │ │                                 │   ├─o 
Alismatales

   │ │                                 │   └─o 
Eumonocotylédones

   │ │                                 │     ├─o 
Miyoshiales

   │ │                                 │     ├─o 
Dioscoreales

   │ │                                 │     ├─o 
Pandanales

   │ │                                 │     ├─o 
Liliales

   │ │                                 │     ├─o 
Asparagales

   │ │                                 │     └─o 
Commélinidées

   │ │                                 │       ├─o 
Dasypogonales

   │ │                                 │       ├─o 
Arecales

   │ │                                 │       └─o
   │ │                                 │         ├─o 
Poales

   │ │                                 │         └─o
   │ │                                 │           ├─o 
Commelinales

   │ │                                 │           └─o 
Zingiberales

   │ │                                 └─o 
Eudicotylédones

   │ │                                   ├─o 
Ranunculales

   │ │                                   └─o
   │ │                                     ├─o 
Sabiales

   │ │                                     ├─o 
Proteales

   │ │                                     ├─o 
Buxales

   │ │                                     ├─o 
Trochodendrales

   │ │                                     └─o 
Fonds des tricolpées

   │ │                                       ├─o 
Berberidopsidales

   │ │                                       ├─o 
Santalales

   │ │                                       ├─o
   │ │                                       │ ├─o 
Dilleniales

   │ │                                       │ └─o 
Caryophyllales

   │ │                                       ├─o
   │ │                                       │ ├─o 
Saxifragales

   │ │                                       │ ├─o 
Vitales

   │ │                                       │ └─o 
Rosidées

   │ │                                       │   ├─o 
Crossosomatales

   │ │                                       │   ├─o 
Geraniales

   │ │                                       │   ├─o 
Myrtales

   │ │                                       │   ├─o 
Eurosidées I

   │ │                                       │   │ ├─o 
Zygophyllales

   │ │                                       │   │ ├─o
   │ │                                       │   │ │ ├─o 
Celastrales

   │ │                                       │   │ │ ├─o 
Malpighiales

   │ │                                       │   │ │ └─o 
Oxalidales

   │ │                                       │   │ └─o
   │ │                                       │   │   ├─o 
Fabales

   │ │                                       │   │   ├─o 
Rosales

   │ │                                       │   │   ├─o 
Cucurbitales

   │ │                                       │   │   └─o 
Fagales

   │ │                                       │   └─o 
Eurosidées II

   │ │                                       │     ├─o 
Brassicales

   │ │                                       │     ├─o 
Huerteales

   │ │                                       │     ├─o 
Malvales

   │ │                                       │     └─o 
Sapindales

   │ │                                       └─o 
Astéridées

   │ │                                         ├─o 
Cornales

   │ │                                         ├─o 
Ericales

   │ │                                         └─o 
Euastéridées

   │ │                                           ├─o 
Euastéridées I

   │ │                                           │ ├─o 
Garryales

   │ │                                           │ └─o
   │ │                                           │   ├─o 
Gentianales

   │ │                                           │   └─o
   │ │                                           │     ├─o 
Lamiales

   │ │                                           │     └─o 
Solanales

   │ │                                           └─o 
Euastéridées II

   │ │                                             ├─o 
Aquifoliales

   │ │                                             └─o 
   │ │                                               ├─o 
Apiales

   │ │                                               ├─o 
Asterales

   │ │                                               └─o 
Dipsacales

   │ │
   │ ├─o 
Chromoalvéolés

   │ │ ├─o 
Alvéolobiontes

   │ │ │ ├─o 
Ciliés

   │ │ │ ├─o 
Dinophytes

   │ │ │ └─o 
Apicomplexés

   │ │ ├─o 
Straménopiles

   │ │ ├─o 
Cryptophytes

   │ │ └─o 
Haptophytes

   │ │
   │ ├─o 
Rhizariens

   │ │ ├─o 
Actinopodes

   │ │ ├─o 
Foraminifères

   │ │ └─o 
Chlorarachniophytes

   │ │ 
   │ └─o 
Excavobiontes

   │   ├─o 
Euglénobiontes

   │   ├─o 
Parabasaliens

   │   ├─o 
Métamonadines

   │   └─o 
Percolozoaires

   │
   └─o 
Unicontes

     │
     ├─o 
Amoebozoaires

     │ ├─o 
Rhizopodes

     │ └─o 
Mycétozoaires

     │
     └─o 
Opisthocontes

       ├─o 
Champignons

       │ ├─o 
Microsporidies

       │ └─o 
Eumycètes

       │   ├─o 
Chytridiomycètes

       │   └─o
       │     ├─o 
Zygomycètes

       │     └─o
       │       ├─o 
Ascomycètes

       │       └─o 
Basidiomycètes

       └─o 
Choano-organismes

         ├─o 
Choanoflagellés

         └─o 
Métazoaires

           ├─? 
Placozoaires

           ├─o 
Démosponges

           ├─o 
Éponges hexactinellides

           ├─o 
Éponges calcaires

           └─o 
Eumétazoaires

             ├─o 
Cnidaires

             ├─o 
Cténophores

             ├─? 
Myxozoaires

             └─o 
Bilatériens

               ├─o 
Protostomiens

               │ ├─o 
Lophotrochozoaires

               │ │ ├─o 
Eutrochozoaires

               │ │ │ ├─o 
Syndermates

               │ │ │ │ ├─o 
Rotifères

               │ │ │ │ └─o 
Acanthocéphales

               │ │ │ ├─? 
Cycliophores

               │ │ │ └─o 
Spiraliens

               │ │ │   ├─o 
Entoproctes

               │ │ │   ├─o 
Parenchymiens

               │ │ │   │ ├─o 
Plathelminthes

               │ │ │   │ └─o 
Némertes

               │ │ │   ├─o 
Mollusques

               │ │ │   │ ├─o 
Solénogastres

               │ │ │   │ ├─o 
Caudofovéates

               │ │ │   │ └─o 
Eumollusques

               │ │ │   │   ├─o 
Polyplacophores

               │ │ │   │   └─o 
Conchifères

               │ │ │   │     ├─o 
Monoplacophores

               │ │ │   │     └─o 
Ganglioneures

               │ │ │   │       ├─o 
Viscéroconques

               │ │ │   │       │ ├─o 
Gastéropodes

               │ │ │   │       │ └─o 
Céphalopodes

               │ │ │   │       └─o 
Diasomes

               │ │ │   │         ├─o 
Bivalves

               │ │ │   │         └─o 
Scaphopodes

               │ │ │   ├─o 
Siponcles

               │ │ │   └─o 
Annélides

               │ │ └─o 
Lophophorates

               │ │   ├─o 
Ectoproctes

               │ │   └─o 
Phoronozoaires

               │ │     ├─o 
Brachiopodes

               │ │     └─o 
Phoronidiens

               │ ├─? 
Chaetognathes

               │ └─o 
Cuticulates

               │   ├─o 
Gastrotriches

               │   └─o 
Ecdysozoaires

               │     ├─o 
Introvertés

               │     │ ├─o 
Nématozoaires

               │     │ │ ├─o 
Nématodes

               │     │ │ └─o 
Nématomorphes

               │     │ └─o 
Céphalorhynches

               │     │   ├─o 
Kinorhynches

               │     │   ├─o 
Loricifères

               │     │   └─o 
Priapuliens

               │     └─o 
Panarthropodes

               │       ├─o 
Onychophores

               │       ├─o 
Tardigrades

               │       └─o 
Euarthropodes

               │         ├─o 
Chélicériformes

               │         │ ├─o 
Pycnogonides

               │         │ └─o 
Chélicérates

               │         │   ├─o 
Mérostomes

               │         │   └─o 
Arachnides

               │         │     ├─o
               │         │     │ ├─o 
Scorpionides

               │         │     │ ├─o 
Opilionides

               │         │     │ └─o 
               │         │     │   ├─o 
Pseudoscorpionides

               │         │     │   └─o 
Solpugides

               │         │     └─o
               │         │       ├─o 
Palpigrades

               │         │       ├─o
               │         │       │ ├─o 
Acariens

               │         │       │ └─o 
Ricinulides

               │         │       └─o
               │         │         ├─o 
Aranéides

               │         │         └─o
               │         │           ├─o 
Amblypyges

               │         │           └─o
               │         │             ├─o 
Uropyges

               │         │             └─o 
Schizomides

               │         └─o 
Mandibulates
 ou 
Antennates

               │           ├─o 
Myriapodes

               │           │ ├─o 
Chilopodes

               │           │ ├─o 
Diplopodes

               │           │ ├─o 
Pauropodes

               │           │ └─o 
Symphyles

               │           └─o 
Pancrustacés

               │             ├─o 
Rémipèdes

               │             ├─o 
Céphalocarides

               │             ├─o 
Maxillopodes

               │             ├─o 
Branchiopodes

               │             ├─o 
Malacostracés

               │             └─o 
Hexapodes

               │               ├─o 
               │               │ ├─o 
Protoures

               │               │ └─o 
Collemboles

               │               ├─o 
Campodeoïdes

               │               ├─o 
Japygoïdes

               │               └─o 
Insectes

               │                 ├─o 
Archéognathes

               │                 └─o
               │                   ├─o 
Thysanoures

               │                   └─o
               │                     ├─o 
Éphéméroptères

               │                     └─o
               │                       ├─o 
Odonates

               │                       └─o 
               │                         ├─o
               │                         │ ├─o 
Plécoptéroïdes

               │                         │ ├─o 
Grylloblattoptères

               │                         │ ├─o 
Dermaptères

               │                         │ └─o
               │                         │   ├─o 
Embioptères

               │                         │   ├─o 
               │                         │   │ ├─o 
Phasmides

               │                         │   │ └─o 
Orthoptères

               │                         │   └─o 
               │                         │     ├─o 
Mantoptères

               │                         │     └─o 
               │                         │       ├─o 
Blattoptères

               │                         │       └─o 
Isoptères

               │                         └─o 
               │                           ├─o 
Zoraptères

               │                           ├─o
               │                           │ ├─o 
Hémiptères

               │                           │ └─o 
               │                           │   ├─o 
Thysanoptères

               │                           │   └─o 
               │                           │     ├─o 
Psocoptères

               │                           │     └─o 
Phthiraptères

               │                           └─o 
               │                             ├─o 
               │                             │ ├─o 
Coléoptères

               │                             │ └─o 
               │                             │   ├─o 
Névroptères

               │                             │   └─o 
               │                             │     ├─o 
Rhaphidioptères

               │                             │     └─o 
Mégaloptères

               │                             └─o 
               │                               ├─o 
Hyménoptères

               │                               └─o 
               │                                 ├─o 
               │                                 │ ├─o 
Trichoptères

               │                                 │ └─o 
Lépidoptères

               │                                 └─o 
               │                                   ├─o 
               │                                   │ ├─o 
Mécoptères

               │                                   │ └─o 
Siphonaptères

               │                                   └─o 
               │                                     ├─o 
Strepsiptères

               │                                     └─o 
Diptères

               ├─? 
Mésozoaires

               └─o 
Deutérostomiens

                 ├─o 
Échinodermes

                 │ ├─o 
Crinoïdes

                 │ └─o
                 │   ├─o
                 │   │ ├─o 
Holothuriens

                 │   │ └─o 
Échinoïdes

                 │   └─o
                 │     ├─o 
Ophiures

                 │     └─o 
Astéries

                 └─o 
Pharyngotrèmes

                   ├─o 
Hémichordés

                   └─o 
Chordés

                     ├─o 
Urochordés

                     └─o 
Myomérozoaires

                       ├─o 
Céphalochordés

                       └─o 
Crâniates

                         ├─o 
Myxinoïdes

                         └─o 
Vertébrés

                           ├─o 
Pétromyzontides

                           └─o 
Gnathostomes

                             ├─o 
Chondrichthyens

                             └─o 
Ostéichthyens

                               ├─o 
Sarcoptérygiens

                               │ ├─o 
Actinistiens

                               │ └─o 
Rhipidistiens

                               │   ├─o 
Dipneustes

                               │   └─o 
Tétrapodes

                               │     ├─o 
Lissamphibiens

                               │     │ ├─o 
Gymnophiones

                               │     │ └─o 
Batraciens

                               │     │   ├─o 
Urodèles

                               │     │   └─o 
Anoures

                               │     └─o 
Amniotes

                               │       ├─o 
Mammifères

                               │       │ ├─o 
Monotrèmes

                               │       │ └─o 
Thériens

                               │       │   ├─o 
Marsupiaux

                               │       │   └─o 
Euthériens

                               │       │     ├─o 
Xénarthres

                               │       │     └─o 
Épithériens

                               │       │       ├─o 
Afrothériens

                               │       │       │ ├─o 
Afroinsectiphiles

                               │       │       │ │ ├─o 
Tubulidentés

                               │       │       │ │ └─o 
Afroinsectivores

                               │       │       │ │   ├─o 
Afrosoricides

                               │       │       │ │   └─o 
Macroscélides

                               │       │       │ └─o 
Paenongulés

                               │       │       │   ├─o 
Hyracoïdes

                               │       │       │   └─o 
Téthythériens

                               │       │       │     ├─o 
Proboscidiens

                               │       │       │     └─o 
Siréniens

                               │       │       └─o 
Boréoeuthériens

                               │       │         ├─o 
Euarchontoglires

                               │       │         │ ├─o 
Glires

                               │       │         │ │ ├─o 
Lagomorphes

                               │       │         │ │ └─o 
Rongeurs

                               │       │         │ └─o 
Euarchontes

                               │       │         │   ├─o 
Dermoptères

                               │       │         │   └─o 
Primates
 
lato sensu

                               │       │         │     ├─o 
Scandentiens

                               │       │         │     └─o 
Primates
 
stricto sensu

                               │       │         │       ├─o 
Strepsirrhiniens

                               │       │         │       │ ├─o 
Lorisiformes

                               │       │         │       │ └─o 
Lémuriformes

                               │       │         │       └─o 
Haplorrhiniens

                               │       │         │         ├─o 
Tarsiiformes

                               │       │         │         └─o 
Simiiformes

                               │       │         │           ├─o 
Platyrrhiniens

                               │       │         │           └─o 
Catarrhiniens

                               │       │         │             ├─o 
Cercopithécoïdes

                               │       │         │             └─o 
Hominoïdes

                               │       │         │               ├─o 
Hylobatoïdés

                               │       │         │               └─o 
Hominoïdés

                               │       │         │                 ├─o 
Pongidés

                               │       │         │                 └─o 
Hominidés

                               │       │         │                   ├─o 
Gorillinés

                               │       │         │                   └─o 
Homininés

                               │       │         │                     ├─o 
Hominines

                               │       │         │                     └─o 
Panines

                               │       │         └─o 
Laurasiathériens

                               │       │           ├─o 
Eulipotyphles

                               │       │           └─o 
Scrotifères

                               │       │             ├─o 
Chiroptères

                               │       │             └─o 
Fereongulés

                               │       │               ├─o 
Périssodactyles

                               │       │               ├─o 
Ferae

                               │       │               │ ├─o 
Carnivores

                               │       │               │ └─o 
Pholidotes

                               │       │               └─o 
Cétartiodactyles

                               │       │                 ├─o 
Tylopodes

                               │       │                 └─o 
                               │       │                   ├─o 
Suines

                               │       │                   └─o
                               │       │                     ├─o 
Ruminants

                               │       │                     └─o
                               │       │                       ├─o 
Hippopotamidés

                               │       │                       └─o 
Cétacés

                               │       └─o 
Sauropsides

                               │         ├─o 
Chéloniens

                               │         └─o 
Diapsides

                               │           ├─o 
Lépidosauriens

                               │           │ ├─o 
Sphénodontiens

                               │           │ └─o 
Squamates

                               │           │   ├─o 
Dibamidés

                               │           │   └─o
                               │           │     ├─o
                               │           │     │ ├─o 
Pygopodinés

                               │           │     │ └─o 
Gekkonidés

                               │           │     └─o
                               │           │       ├─o
                               │           │       │ ├─o 
Scincidés

                               │           │       │ └─o
                               │           │       │   ├─o 
Cordylidés

                               │           │       │   └─o 
Xantusiidés

                               │           │       └─o
                               │           │         ├─o
                               │           │         │ ├─o 
Serpents

                               │           │         │ ├─o
                               │           │         │ │ ├─o 
Iguanoïdés

                               │           │         │ │ └─o 
Leiocephalus

                               │           │         │ └─o
                               │           │         │   ├─o 
Varanidés

                               │           │         │   └─o
                               │           │         │     ├─o 
Anguidés

                               │           │         │     └─o 
Helodermatidés

                               │           │         └─o
                               │           │           ├─o 
Teiioïdés

                               │           │           └─o
                               │           │             ├─o 
Lacertidés

                               │           │             └─o
                               │           │               ├─o 
Rhineuridés

                               │           │               └─o
                               │           │                 ├─o 
Bipedidés

                               │           │                 └─o
                               │           │                   ├─o 
Trogonophidés

                               │           │                   └─o 
Amphisbaenidés

                               │           └─o 
Archosauriens

                               │             ├─o 
Crocodiliens

                               │             └─o 
Oiseaux

                               │               ├─o 
Paléognathes

                               │               └─o 
Neognathes

                               │                 ├─o 
Galloanserées

                               │                 │ ├─o 
Ansériformes

                               │                 │ └─o 
Galliformes

                               │                 └─o 
Neoaves

                               │                   ├─o 
Psittaciformes

                               │                   ├─o 
Cuculiformes

                               │                   ├─o
                               │                   │ ├─o 
Strigiformes

                               │                   │ └─o
                               │                   │   ├─o 
Caprimulgiformes

                               │                   │   └─o 
Apodiformes

                               │                   ├─o
                               │                   │ ├─o 
Piciformes

                               │                   │ ├─o 
Passeriformes

                               │                   │ └─o
                               │                   │   ├─o 
Coliiformes

                               │                   │   └─o 
Coraciiformes

                               │                   ├─o
                               │                   │ ├─o 
Ciconiiformes

                               │                   │ └─o 
                               │                   │   ├─o 
Gruiformes

                               │                   │   ├─o 
Charadriiformes

                               │                   │   ├─o 
Falconiformes

                               │                   │   ├─o 
Ardéidés

                               │                   │   └─o 
Columbiformes

                               │                   └─o
                               │                     ├─o
                               │                     │ ├─o 
Procellariiformes

                               │                     │ └─o 
Pélécaniformes

                               │                     └─o
                               │                       ├─o 
Sphénisciformes

                               │                       └─o
                               │                         ├─o 
Podicipédiformes

                               │                         └─o 
Gaviiformes

                               └─o 
Actinoptérygiens

                                 ├─o 
Cladistiens

                                 └─o 
Actinoptères

                                   ├─o 
Chondrostéens

                                   └─o 
Néoptérygiens

                                     ├─o 
Ginglymodes

                                     └─o 
Halécostomes

                                       ├─o 
Halécomorphes

                                       └─o 
Téléostéens

                                         ├─o 
Ostéoglossomorphes

                                         └─o
                                           ├─o 
Élopomorphes

                                           └─o
                                             ├─o
                                             │ ├─o 
Clupéomorphes

                                             │ └─o 
Ostariophyses

                                             └─o
                                               ├─o
                                               │ ├─o 
Argentinoïdes

                                               │ ├─o
                                               │ │ ├─o 
Ésocoïdes

                                               │ │ └─o 
Salmonoïdes

                                               │ └─o
                                               │   ├─o 
Osmeroïdes

                                               │   └─o 
Stomiiformes

                                               └─o
                                                 ├─o
                                                 │ ├─o 
Aulopoïdes

                                                 │ └─o
                                                 │   ├─o 
Chlorophthalmidés

                                                 │   └─o 
Alépisauroïdes

                                                 └─o
                                                   ├─o 
Ateleopodiformes

                                                   └─o
                                                     ├─o 
Myctophiformes

                                                     └─o 
Acanthomorphes
```

## Débat
Les débats liés à certaines reconstructions phylogénétiques se trouvent dans les articles de la série inaugurée par l'article « Le vivant (classification phylogénétique) », et sur les pages de chaque taxon.

### Documentaire
- [vidéo] Effervesciences (CINAPS Télévision) : Darwin aujourd’hui (avec Guillaume Lecointre)